# Monique Pavão
 Monique Marinho Pavão (Rio de Janeiro, 31 de outubro de 1986) é uma voleibolista brasileira. Pela seleção brasileira foi medalha de ouro nos Jogos Mundiais Militares de 2011, ouro no Grand Prix de 2013 entre outros resultados significativos para o voleibol nacional.

## Carreira
A carreira de Monique inicia na natação no Fluminense, juntamente com sua irmã gêmea a também voleibolista Michelle Pavão, que perdurou até os 12 anos de idade, quando enveredou pelo caminho do voleibol.
Na temporada 2004-05 defende a equipe Macaé/Oi e não se classificou para finais da Superliga 04-05 e terminando na segunda colocação
Na temporada 2005-06 defendia as cores do Macaé/Oi no qual chegou as semifinais da Superliga 05-06 sofrendo eliminação na série melhor de cinco partidas por 3x0 para equipe do FINASA/Osasco, terminando na terceira colocação. Em 2006 é campeã da Liga Nacional.Permaneceu neste clube que utilizou o nome Cimed/Macaé na temporada seguinte da Superliga 06-07 chegando as semifinais e perdendo na disputa de terceiro lugar por 3x2 (25-22, 21-25, 21-25, 25-20 e 15-10) para o Fiat/Minas.
Em 2007 volta a defender as cores do Rexona / Ades e foi campeã do Salonpas Cup, conquistou também a Copa Brasil e Campeonato Carioca e na temporada 2007-08 conquista o título Superliga 07-08, conquistando o bicampeonato na Superliga 08-09, em ambas edições derrotando a FINASA/Osasco.Em 2008 por seu clube conquista o campeonato carioca e foi convocada para seleção brasileira para disputar a Copa Pan-Americana de Voleibol Feminino e nesta conquistou a medalha de prata ao perder a final por 3x2 (24-26, 28-30, 25-22, 25-19 e 11-15) para seleção dominicana.
Após o bicampeonato da superliga, permanece no mesmo clube que utilizou o nome de Unilever e conquista o tricampeonato carioca  e vice-campeã da Superliga 09-10 ao perder a final por 3x2 (23-25, 25-18, 25-19, 13-25, 12-15) para equipe do Sollys/Osasco.
Se transferiu na temporada 2010-11 para o Macaé Sports que na edição da Superliga 10-11 se classificou para as quartas-de-final, mas termina na sexta posição.Em 2011 representou o Brasil nos Jogos Mundiais Militares de 2011 conquistando o ouro ao derrotar a representação chinesa.Na jornada 2011-12 acertou com o clube Praia Grande e disputou a edição da Superliga 11-12 chegando as quartas-de-final e terminando na sexta posição, já na edição da Superliga 12-13 chegando as quartas-de-final e terminando na quarta posição.
Em 2013 foi convocada pelo técnico José Roberto Guimarães para disputar as competições: Montreux Volley Masters e Torneio de Alassio de Voleibol, sagrando-se campeã em ambas competições. Também disputou o Grand Prix de Voleibol de 2013 com apenas uma derrota na fase de classificação e vencendo a fase final de forma invicta conquistando seu primeiro ouro em sua primeira edição.
Em abril de 2013 aconteceu o matrimônio entre Monique com o ex-goleiro de futsal Guilherme. Após conquista do Grand Prix se prepara para disputar a edição 2013 do campeonato sul-americano.

## Clubes
| Clube          | País   | De   | Até  |
| Macaé          | Brasil | 2004 | 2007 |
| Rio de Janeiro | Brasil | 2007 | 2010 |
| Macaé          | Brasil | 2010 | 2011 |
| Praia Clube    | Brasil | 2011 | 2014 |
| Sesi-SP        | Brasil | 2014 | 2015 |
| Rio de Janeiro | Brasil | 2015 | 2018 |
| Praia Clube    | Brasil | 2019 | 2021 |
| Rio de Janeiro | Brasil | 2021 | 2023 |
| Praia Clube    | Brasil | 2023 | 2024 |

## Títulos e resultados
- Campeonato Carioca de 2005
- Superliga Brasileira A 2005-06
- Campeonato Carioca de 2006
- Liga Nacional de 2006 [8]
- Superliga Brasileira A 2006-07 [7]
- Campeonato Carioca de 2007[8]
- Copa Brasil de 2024
- Copa Brasil 2007
- Superliga Brasileira A 2007-08
- Campeonato Carioca de 2008[8]
- Superliga Brasileira A 2008-09
- Campeonato Carioca de 2009[8]
- Superliga Brasileira A 2009-10
- Campeonato Carioca de 2010
- Campeonato Mineiro 2011
- Campeonato Mineiro 2012
- Superliga Brasileira A 2012-13
- Campeonato Mineiro 2013
- Campeonato Paulista 2014
- Copa Brasil 2014
- Superliga Brasileira A 2014-15
- Campeonato Carioca de 2015
- Supercopa Brasileira 2015
- Copa Brasil 2015
- Superliga Brasileira A 2015-16
- Campeonato Carioca de 2016
- Supercopa Brasileira 2016
- Copa Brasil 2016
- Superliga Brasileira A 2016-17
- Campeonato Carioca de 2017
- Supercopa Brasileira 2017
- Superliga Brasileira A 2017-18
- Campeonato Carioca de 2018
- Campeonato Mineiro 2019
- Copa Brasil 2019
- Supercopa Brasileira 2019
- Supercopa Brasileira 2020
- Troféu Super Vôlei:2020
- Copa Brasil 2020
- Campeonato Mineiro 2020
- Superliga Brasileira A 2020-21
- Campeonato Carioca de 2021
- Copa Brasília 2023
- Campeonato Mineiro de 2023
- Supercopa Brasileira de 2023
- Copa Brasil 2024
- Superliga Brasileira A 2023-24
- Copa Brasília 2024
- Campeonato Mineiro de 2024
- Supercopa Brasileira de 2024

## Premiações individuais
- Melhor Jogadora da Final do Torneio de Alassio[4] (Seleção Brasileira)
- Melhor Defensora da Superliga Brasileira de 2013–14 - Série A (Praia Clube)

- Melhor Oposta do Campeonato Sul-Americano de Clubes de 2024 (Praia Clube)